# آوای وحش (فیلم ۲۰۲۰)
آوای وحش (انگلیسی: The Call of the Wild) یک فیلم آمریکایی در ژانر ماجراجویی به کارگردانی کریس سندرز است که در سال ۲۰۲۰ منتشر شد. از بازیگران آن می‌توان به هریسون فورد، دن استیونز، عمر سی، و کارن گیلان اشاره کرد.